# Pavee

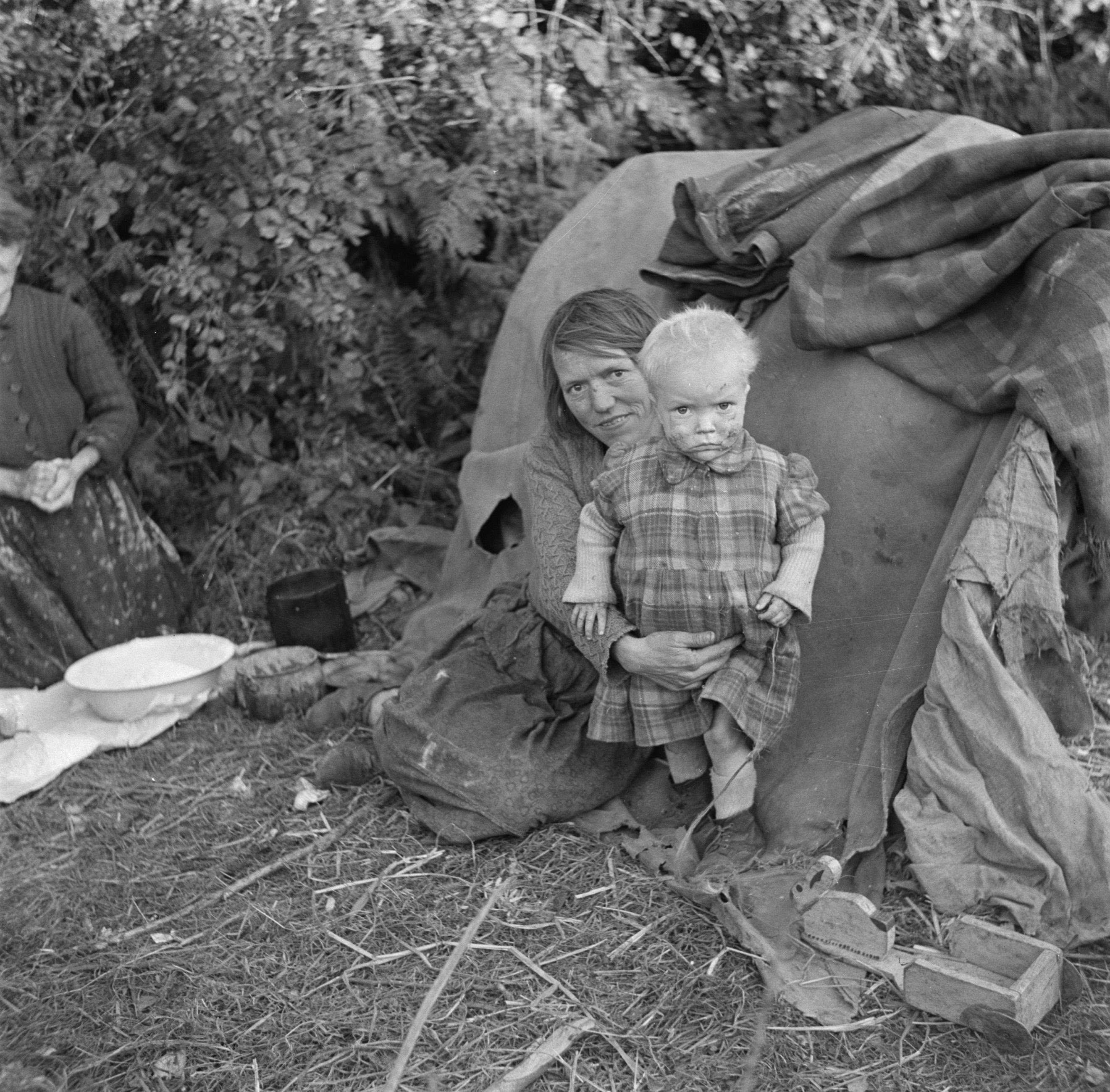
Mãe e filho pavee

Pavee ou populações itinerantes irlandesas (referidos em inglês como Irish Travellers e pelo termo derrogatório pikey) são um grupo étnico, oficialmente considerado apenas um grupo social, originário da Irlanda, mas também presente na Grã-Bretanha e Estados Unidos. São também, erroneamente, chamados de ciganos, apesar dos estudos que demonstram que não têm relação genética com eles.
Os Pavee se caracterizam pelo seu estilo de vida nómada e pela sua língua própria, shelta. Estudos recentes revelaram que a sua esperança média de vida na Irlanda é muito inferior à da população sedentária.
Estima-se que a sua população ronda as 25000 pessoas na Irlanda, mais 15000 na Grã-Bretanha e 7000 nos Estados Unidos. 